# Galera (superkomputer)

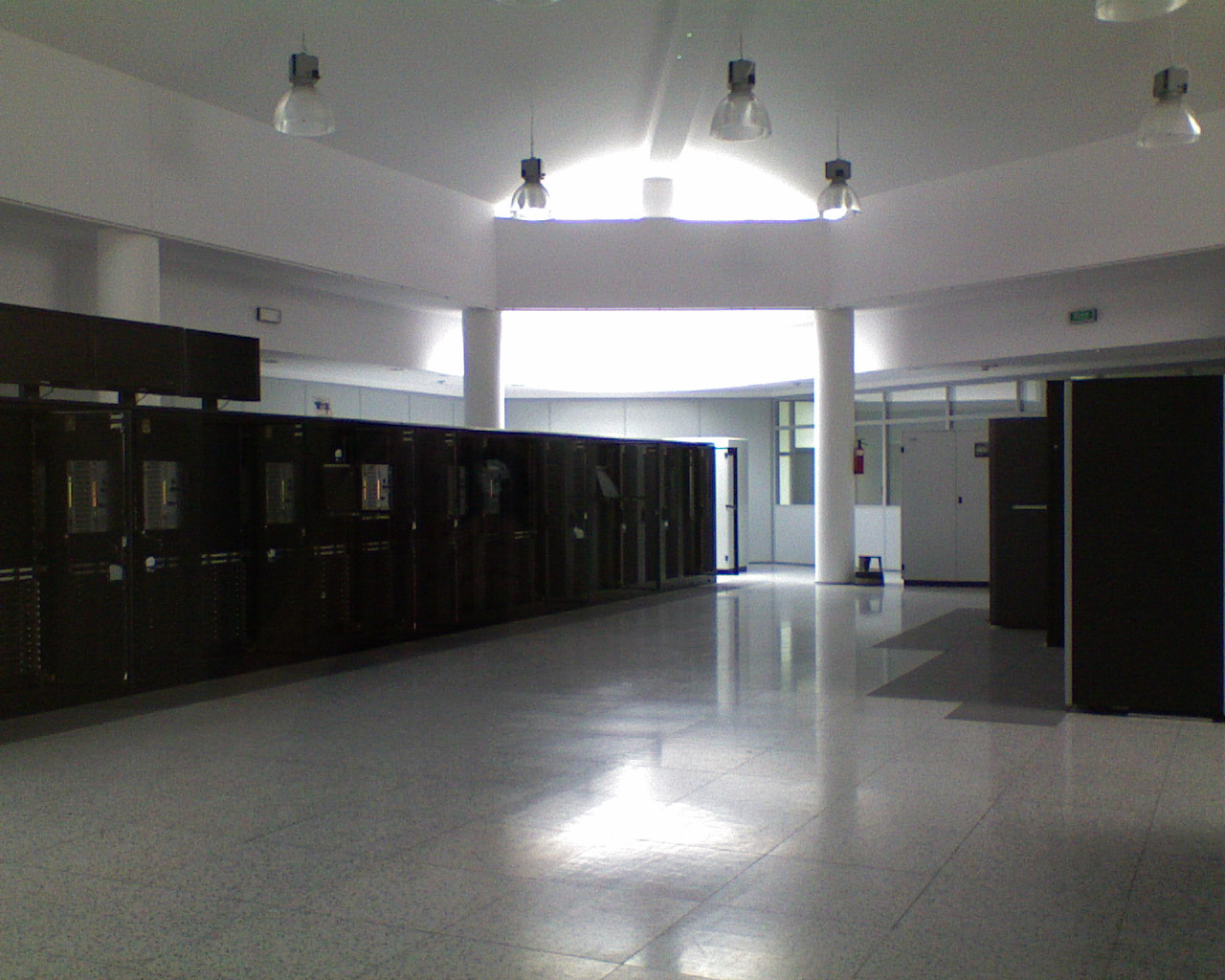
Superkomputer Galera

Galera – superkomputer, klaster, będący częścią Centrum Informatycznego Trójmiejskiej Akademickiej Sieci Komputerowej (CI TASK).
Galera została uruchomiona 3 kwietnia 2008 na Politechnice Gdańskiej. Dokonali tego Paul S. Otellini, prezes Intel Corporation i członek zarządu Google, rektor Politechniki Gdańskiej prof. Janusz Rachoń oraz dyrektor TASK Mścisław Nakonieczny wraz z gościem honorowym Lechem Wałęsą.

## Budowa
Komputer zbudowany został z 1344 czterordzeniowych procesorów Intel Xeon, co dawało teoretyczną moc obliczeniową rzędu 50 TFLOPS. Koszt budowy w kwocie około 7 milionów złotych został w połowie sfinansowany z dotacji Ministerstwa Nauki i Szkolnictwa Wyższego, a w połowie ze środków z funduszu rozwoju CI TASK.
W czerwcu 2008 rozbudowano pamięć operacyjną z 5 do 10 TB. W 2011 roku rozbudowano system o dodatkowe węzły, zwiększając liczbę rdzeni do 11 tysięcy i pamięć operacyjną do 22 TB.

## Wydajność
W momencie uruchomienia Galera osiągała wydajność 38 TFLOPS i była najszybszym superkomputerem w Polsce. W rankingu najwydajniejszych systemów komputerowych TOP500 zajmowała 16. miejsce w Europie i 46. na świecie. W listopadzie 2010 zajmowała 298. miejsce na świecie. W 2011 roku została rozbudowana do 10752 rdzeni i do 22 TB pamięci operacyjnej, co pozwoliło jej uzyskać wydajność 65,5 TFLOPS i awans na 163. miejsce na świecie.

## Dane techniczne
Klaster na procesorach Xeon Quad-Core z siecią InfiniBand
- Procesory: Intel Xeon Quad-Core 2,33 GHz, 12MB L3 Cache, architektura EM64T
- Liczba serwerów (nodów): 672
- Liczba płyt głównych: 1344
- Liczba procesorów: 2688
- Liczba rdzeni obliczeniowych: 10752
- Całkowita pamięć operacyjna: 22 TB
- Pamięć dyskowa: 215 TB
- Sieć:
  - InfiniBand:
    - zespół przełączników firmy Flextronics:
    - 60 szt. 24-portowych i 6 szt. 120-portowych
    - topologia fat tree
    - przepustowość łącza 40 Gb/s
    - opóźnienie <5 ns

  - Gigabit Ethernet
    - zespół przełączników Catalyst firmy Cisco: 28 szt.

## Oprogramowanie
- system operacyjny Debian GNU/Linux
- pakiet kompilatorów i bibliotek numerycznych dostarczony przez firmę Intel
- autorskie oprogramowanie do zarządzania i monitorowania CI TASK
- biblioteki MPI